# Landeskriminalamt

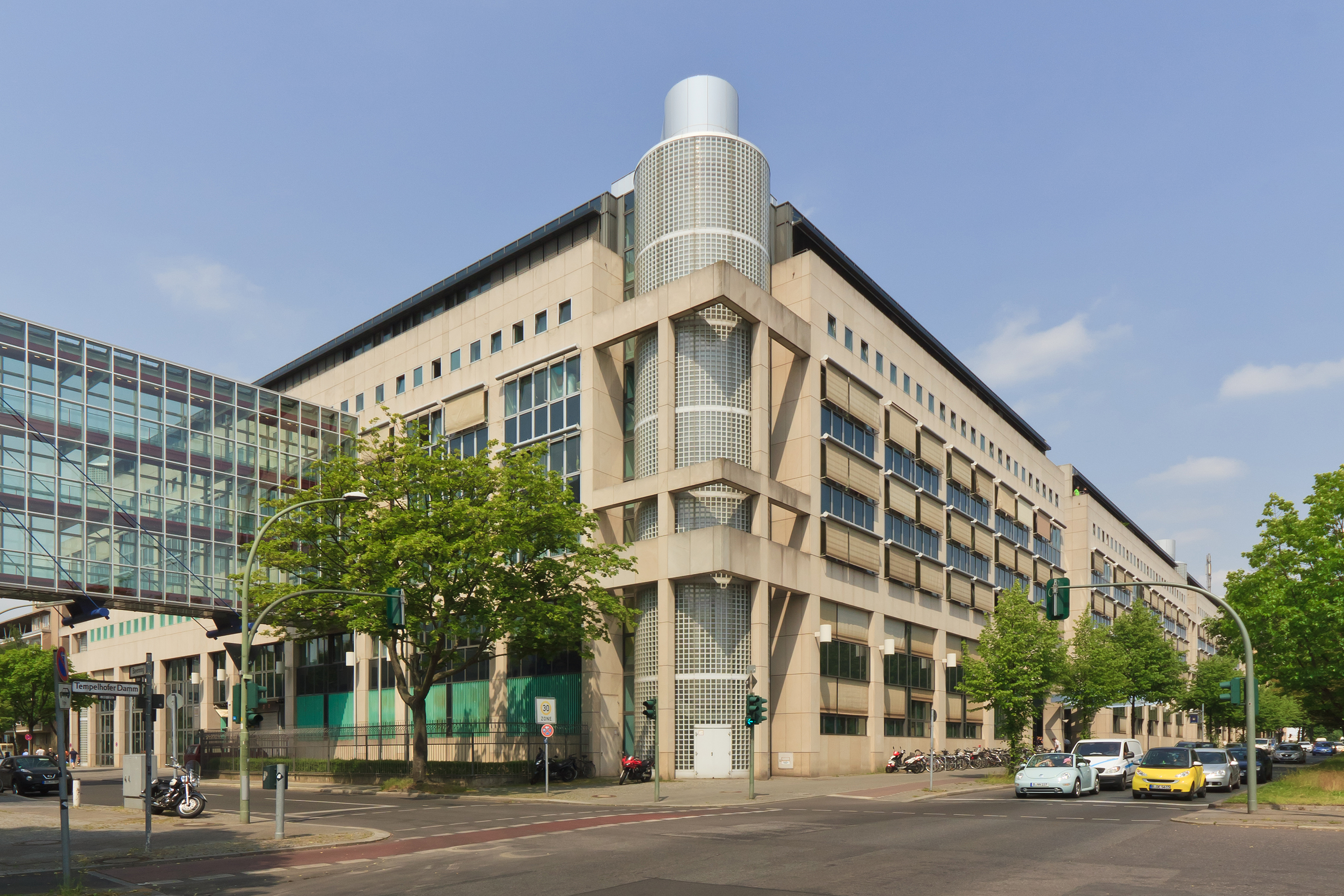
Siedziba LKA w Berlinie

Landeskriminalamt (w skrócie LKA) – niemieckie określenie dla Krajowej Policji Śledczej Niemiec (mowa tu o krajach związkowych – tzw. landach). LKA jest częścią Krajowej Policji kraju związkowego Niemiec, która podlega bezpośrednio pod ministerstwo spraw wewnętrznych danego landu.

## Zadania LKA

### Śledztwa
LKA nadzoruje działania policji nakierowane na zapobieganie i ściganie przestępstw oraz koordynuje śledztwa w sprawach ciężkich przestępstw na terenie więcej niż jednego Präsidium (obszary podlegające poszczególnym biurom LKA). Może ona przejąć odpowiedzialność za śledztwo w sprawach dotyczących poważnych przestępstw, jak np. handel narkotykami, przestępczość zorganizowana, przestępczość środowiskowa, terroryzm.

### Analiza przestępstw
Każda siedziba LKA jest nowoczesnym, centralnym biurem ds. informacji i analizowania policyjnych śledztw z kraju i zagranicy, które później przesyła je do poszczególnych komisariatów. LKA zestawia dane dotyczące przestępstw i przestępców w statystykach przestępczości, które są używane jako podstawa dla nowych strategii, decyzji politycznych oraz inicjatyw legislacyjnych. Analizuje ona również obszary przestępstw, ocenia policyjne działania przeprowadzone w każdym przypadku, prognozuje oczekiwane tendencje oraz opisuje zdarzenia w rocznych sprawozdaniach ze swoich działań.

### Sądownictwo
LKA utrzymuje wyposażenie kryminalistyczne potrzebne do centralnego badania dowodów wykorzystując w tym celu najnowsze metody naukowe (np. analiza DNA, System Automatycznej Identyfikacji Odcisków Palców (ang. AFIS)).

### Misje specjalne
LKA koordynuje również wsparcie dla lokalnej policji w przypadkach wzięcia zakładników, porwań, szantażu oraz zapewnia w takich przypadkach ekspertów i specjalistów, np. Spezialeinsatzkommando, negocjatorów lub saperów. Jest to również centralne biuro fizycznej ochrony technologii bezpieczeństwa i zapobiegania przestępczości oraz koordynowania krajowego programu walki z narkotykami.

## Nadrenia Północna-Westfalia
Przykładowo, LKA w Nadrenii Północnej-Westfalii (NRW) ma sześć departamentów, czyli wydziałów operacyjnych:
- Departament 1 prowadzi dochodzenia i analizy przestępczości zorganizowanej.
- Departament 2 odpowiada za bezpieczeństwo krajowe i śledztwa w sprawie ekstremizmu politycznego.
- Departament 3 zajmuje się analizą i oceną przestępczości oraz działa w zakresie zapobiegania przestępczości i projektów jej kontroli.
- Departament 4 zapewnia wsparcie operacyjne. Koordynuje on misje, szkolenia oraz zapewnia wyposażenie dla wysoko wyspecjalizowanych jednostek operacyjnych, daje rady policyjnym dowódcom w poważniejszych przypadkach oraz zapewnia wsparcie międzynarodowym organom ścigania. Jest on gospodarzem Centralnego Serwisu Informacyjnego Imprez Sportowych i Grupy Lotniczej Policji NRW.
- Departament 5 jest Instytutem Ekspertyz Sądowych NRW. Wykonuje wszystkie badania kryminalistyczne wymagane przez oskarżyciela. Około 2000 naukowców i ekspertów wykonuje około 25 tys. badań rocznie.
- Departament 6 posiada specjalne jednostki wsparcia technicznego, które pomagają innym organom ścigania z technicznym lub specjalnym wtajemniczeniem. To może sprawiać, że śledztwa stają się trudne, np. przypadki pożarów, wypadków (z użyciem materiałów wybuchowych) lub poszukiwań komputerowych. Departament posiada również zespół nadzoru oraz specjalistyczne jednostki poszukiwawcze.

## Austria
Instytucje o nazwie Landeskriminalamt istnieją również w Austrii, z tym że utrzymywane są przez władze federalne.